# The London Dungeon
The London Dungeon er en turistattraktion i Tooley Street, London, nær London Bridge Station. Det er en udstilling over forskellige grufulde begivenheder i historien, der forsøger at formidle historie på en morsom og spændende måde. Blandt de mere end 40 historiske begivenheder, som er dækket, er Den store brand i London, Jack the Ripper, Judgement Day, Torturkammeret, Henry 8. og Tower of London. I 2003 åbnede det en speciel udstilling om pesten i London 1665. 
I 2004 åbnede London Dungeon deres nyeste attraktion: Bådturen til helvede og Spejllabyrinten, som er den største labyrint lavet af spejle i verden. Den sidste attraktion er Sweeney Todd: the demon barber of Fleet Street.

## Interaktivt teater
London Dungeons og dens underafdelinger udviklede sig stadig fra at være mere "statisk" i form af klassiske museumsudstillinger, til at blive mere og mere "interaktivt teater". Flere skuespillere end før trækker de besøgende i stadig større grad ind i mørke, skumle, frydefulde og historiske "scener". Demonstration af torturinstrumenter på intetanende publikum, kom ind i en 1800-tals retssal og dømt til døden, være vidne til hængning, løbe gennem Londons brændene gader mens røg vælter frem.

## Dungeons i andre lande
Hamborg Dungeon, The York Dungeon og The Edinburgh Dungeon er alle drevet af samme firma som London Dungeon. I 2005 åbnede The Amsterdam Dungeon.

## Eksterne links
- Wikimedia Commons har flere filer relateret til The London Dungeon
- Officielle hjemmeside (inkluderet andre attraktioner drevet af samme firma) (engelsk, tysk, hollandsk)

51°30′20″N 0°05′09″V / 51.50556°N 0.08583°V